# Червеногърба червеноопашка
Червеногърба червеноопашка (Phoenicurus erythronotus) е вид птица от семейство Muscicapidae.

## Разпространение
Видът е разпространен в Афганистан, Бахрейн, Индия, Иран, Ирак, Китай, Казахстан, Киргизстан, Катар, Монголия, Непал, Оман, Обединените арабски емирства, Пакистан, Русия, Саудитска Арабия, Таджикистан и Туркменистан.